# هنري برادفورد إنديكوت
هنري برادفورد إنديكوت (بالإنجليزية: Henry Bradford Endicott)‏ هو شخصية أعمال أمريكي، ولد في 11 سبتمبر 1853 في ديدام في الولايات المتحدة، وتوفي في 12 فبراير 1920 في بروكلين في الولايات المتحدة.